# 5. Jäger Division
A 5. Jägerdivision foi uma unidade de caça da Alemanha durante a Segunda Guerra Mundial. A unidade era apelidada de Ulmer Münster e foi formada no dia 6 de Junho de 1942 a partir da 5.leichte Infanterie Division. A unidade foi praticamente destruída em Berlim, tendo após cruzado o Rio Elba e se rendido às forças norte-americanas nos dias 2 de 3 de Maio de 1945, respectivamente em Wittenberge e Lenzen.

## Comandantes
Durante a sua existência, a divisão esteve sob o comando de seis generais:
| Comandante                                 | Data                                                   |
| 5ª Divisão de Infantaria                   | 5ª Divisão de Infantaria                               |
| ------------------------------------------ | ------------------------------------------------------ |
| Generalleutnant Eugen Hahn                 | 15 de outubro de 1935 - 10 de agosto de 1938 (faleceu) |
| General der Artillerie Wilhelm Fahrmbacher | 15 de agosto de 1938 - 25 de outubro de 1940           |
| General der Infanterie Karl Allmendinger   | 25 de outubro de 1940 - 1 de dezembro de 1941          |
| 5ª Divisão de Infantaria Leve              |                                                        |
| General der Artillerie Karl Allmendinger   | 1 de dezembro de 1941 - 6 de julho de 1942             |
| 5. Jäger Division                          |                                                        |
| General der Infanterie Karl Allmendinger   | ? Julho de 1942 - 4 de Janeiro de 1943                 |
| General der Infanterie Hellmuth Thumm      | 4 de Janeiro de 1943 - 1 de Março de 1944              |
| Generalmajor Johannes Gittner              | 1 de Março de 1944 - 30 de Junho de 1944               |
| General der Infanterie Hellmuth Thumm      | 30 de Junho de 1944 - 1 de Novembro de 1944            |
| Generalleutnant Friedrich Sixt             | 1 de Novembro de 1944 - 19 de Abril de 1945            |
| Generalleutnant Edmund Blaurock            | 19 de Abril de 1945 -? Abril de 1945                   |

## Área de Operações
A divisão foi formada e enviada para a Frente Oriental, permanecendo no fronte até o mês de setembro de 1944, quando se foi forçada a se retirar e passou a atuar na defesa até a sua dissolução:
| Polônia                        | Setembro 1939 - maio de 1940         |
| França                         | Maio 1940 - junho de 1941            |
| Frente Oriental, setor central | Junho de 1941 - Outubro de 1941      |
| Frente Oriental, setor central | Outubro 1941 - Dezembro 1941         |
| França                         | Dezembro de 1941 - Fevereiro de 1942 |
| Frente Oriental, setor Norte   | Fevereiro 1942 - julho de 1942       |
| Frente Oriental, Setor Norte   | Julho de 1942 - Fevereiro de 1944    |
| Frente Oriental, Setor Central | Fevereiro de 1944 - Setembro de 1944 |
| Polônia, Alemanha & Berlim     | Setembro de 1944 - Abril de 1945     |

## História
Esta divisão foi criada em outubro de 1934 em Dresden e foi originalmente conhecida como Wehrgauleitung Ulm. Pouco tempo depois de a unidade ter sido criada, foi dado o nome de Kommandant von Ulm.
As unidades orgânicas regimentais desta divisão foram formadas pela expansão da 14. (Badisches) Infanterie-Regiment e da 5.Division da Reichswehr. Com o anúncio da criação formal da Wehrmacht em 15 de outubro de 1935, o nome Kommandant von Ulm foi abandonado e esta unidade se tornou oficialmente conhecida como o 5ª Divisão de Infantaria.
A divisão ficou estacionada ao longo da fronteira alemã, a oeste, na região de Oberrhein em 1939 durante a Campanha na Polônia, e foi convocado durante a campanha de ânimo leve no Ocidente, em 1940. Em 1941, a divisão tomou parte na invasão da União Soviética, vendo pesadas ações na região de Vyasma. Depois de ser fortemente empenhados na Rússia o 5 º foi transferido para o Ocidente em outubro / novembro de 1941 para se reequipar como 5.leichte Infanterie Division.
Quando a 5ª Divisão de Infantaria tornou-se 5.leicht Infanterie Division, o Infantarie Regiment 14 foi retirado e enviado para a 78ª Dviisão de Infantaria.
A 5ª Divisão de Infantaria Leve foi no dia 1 de dezembro de 1941, estando na França entre os meses de dezembro de 1941 e fevereido de 1942, quando foi trnasferido para o setor norte da Frente Oriental, permanecendo lá até o mês de julho de 1942, quando foi renomeada e redesignada para 5. Jäger-Division.
A 5. Jäger-Division foi formada no dia 6 de julho de 1942 a partir da redesignação da 5ª Divisão de Infantaria Leve. A divisão foi praticamente destruída no norte de Berlim, tendo então cruzado o Rio Elba e se rendendo para as forças norte-americanas no dia 2 de maio em Wittenberge e no dia 3 de maio de 1945 em Lenzen.

## Serviço de Guerra
A seguir está uma tabela com a subordinação da unidade e o local em que serviu:
| Data   | Corpo                   | Exército           | Grupo de Exércitos | Lugar             |
| ------ | ----------------------- | ------------------ | ------------------ | ----------------- |
| Jul 42 | X Corpo de Exército     | 16º Exército       | Nord               | Rússia            |
| Abr 43 | Reserva                 | 16º Exército       | Nord               | Rússia            |
| Jun 43 | X Corpo de Exército     | 16º Exército       | Nord               | Rússia            |
| Jul 43 | X Corpo de Exército     | 16º Exército       | Nord               | Rússia            |
| Ago 43 | VIII Corpo de Exército  | 16º Exército       | Nord               | Rússia            |
| Dez 43 | X Corpo de Exército     | 16º Exército       | Nord               | Rússia            |
| Jan 44 | IX Corpo de Exército    | 3º Exército Panzer | Mitte              | Witebsk           |
| Abr 44 | LVI Corpo de Exército   | 2º Exército        | Mitte              | Kowel             |
| Mai 44 | VIII Corpo de Exército  | 2º Exército        | Mitte              | Kowel             |
| Jul 44 | VIII Corpo de Exército  | 4º Exército Panzer | Mitte              | Kowel             |
| Ago 44 | XX Corpo de Exército    | 2º Exército        | Mitte              | Narew             |
| Nov 44 | XXIII Corpo de Exército | 2º Exército        | Mitte              | Narew             |
| Fev 45 | X. SS                   | 11º Exército       | Weichsel           | Neustettin        |
| Mar 45 | X. SS                   | 3º Exército Panzer | Weichsel           | Dramburg          |
| Abr 45 | CI Corpo de Exército    | 9º Exército        | Weichsel           | Oder, Freienwalde |

## Ordem de Batalha
1937
- Infanterie-Regiment 14
- Infanterie-Regiment 56
- Infanterie-Regiment 75
- Artillerie-Regiment 5
- I./Artillerie-Regiment 41
- Beobachtung-Abteilung 5
- Panzer-Abwehr-Abteilung 5
- Pionier-Bataillon 5
- Nachrichten-Abteilung 5

1940
- Infanterie-Regiment 14
- Infanterie-Regiment 56
- Infanterie-Regiment 75
- Artillerie-Regiment 5
- I./Artillerie-Regiment 41
- 5a Divisão de Apoio de Unidades

1942
No ano de 1942, a divisão contava com os seguintes regimentos:
- Jäger-Regiment 56
- Jäger-Regiment 75
- Radfahr-Abteilung 5
- I/Artillerie-Regiment 5
- Pionier-Bataillon 5
- Panzerjäger-Abteilung 5
- Nachrichten-Abteilung 5
- Feldersatz-Bataillon 5
- Versorgungseinheiten 5

1943-1945
No ano de 1943, a divisão passou o contar com o Aufklärungs-Abteilung 5 substituindo o Radfahr-Abteilung 5:
- Jäger-Regiment 56
- Jäger-Regiment 75
- Aufklärungs-Abteilung 5
- Artillerie-Regiment 5
- Pionier-Bataillon 5
- Panzerjäger-Abteilung 5
- Nachrichten-Abteilung 5
- Feldersatz-Bataillon 5
- Versorgungseinheiten 5

## Condecorações
Durante o seu tempo de atuação, diversos soldados desta unidade foram condecorados com a Cruz de Cavaleiro da Cruz de Ferro e a Cruz Germânica:
| Nome                                                         | Data       | Patente                | Unidade                               |
| ------------------------------------------------------------ | ---------- | ---------------------- | ------------------------------------- |
| Cruz de Cavaleiro da Cruz de Ferro com Folhas de Carvalho    |            |                        |                                       |
| Allmendinger, Karl [153. EL]                                 | 13.12.1942 | Generalleutnant        | Kdr 5. Jäg.Div                        |
| Hilt, Günther [386. EL]                                      | 08.02.1944 | Hauptmann d.R.         | Kdr III./Jäg.Rgt 56                   |
| Niemack, Horst [30. EL]                                      | 10.08.1941 | Rittmeister            | Kdr Aufkl.Abt 5                       |
| Renschler, Helmut [770. EL]                                  | 11.03.1945 | Hauptmann d.R.         | Chef 1./Art.Rgt 5                     |
| Sachsenheimer, Max [472. EL]                                 | 14.05.1944 | Major                  | Führer Jäg.Rgt 75                     |
| Sixt, Friedrich [772. EL]                                    | 11.03.1945 | Generalleutnant        | Kdr 5. Jäg.Div                        |
| Thumm, Helmut [166. EL]                                      | 23.12.1942 | Oberst                 | Kdr Jäg.Rgt 56                        |
| Cruz de Cavaleiro da Cruz de Ferro                           |            |                        |                                       |
| Allmendinger, Karl                                           | 17.07.1941 | Generalmajor           | Kdr 5. Inf.Div                        |
| Fahrmbacher, Wilhelm                                         | 24.06.1940 | Generalleutnant        | Kdr 5. Inf.Div                        |
| Brachat, Albert                                              | 04.07.1940 | Feldwebel              | Zugführer i. d. 1./Inf.Rgt 14         |
| Bäuerle, Emil                                                | 04.05.1944 | Oberleutnant d.R.      | Chef 8./Jäg.Rgt 56                    |
| Brucker, Walter                                              | 16.04.1943 | Hauptmann              | Führer III./Jäg.Rgt 56                |
| Griesinger, Herbert                                          | 02.09.1944 | Oberjäger              | Gruppenführer im Jäg.Rgt 56           |
| Hachtel, Georg                                               | 30.04.1943 | Oberst                 | Kdr Jäg.Rgt 56                        |
| Hilt, Günther                                                | 14.09.1942 | Oberleutnant d.R.      | Führer 7./Jäg.Rgt 56                  |
| Klier, Erich                                                 | 04.05.1944 | Oberleutnant d.R.      | Chef 5./Jäg.Rgt 56                    |
| Kofler, Florian                                              | 16.11.1944 | Major                  | Kdr II./Jäg.Rgt 56                    |
| Ossege, Theodor                                              | 05.09.1944 | Oberjäger              | Gruppenführer i. d. 1./Jäg.Rgt 56     |
| Ott, Rudolf                                                  | 28.02.1945 | Oberst                 | Kdr Jäg.Rgt 56                        |
| Schmidt, Georg                                               | 09.12.1944 | Oberleutnant           | Chef 6./Jäg.Rgt 56                    |
| Thumm, Helmut                                                | 30.06.1941 | Oberstleutnant         | Kdr Inf.Rgt 56                        |
| Windbiel, Anton                                              | 21.11.1942 | Hauptmann              | Kdr III./Jäg.Rgt 56                   |
| Wipfler, Franz                                               | 15.05.1942 | Feldwebel              | Zugführer i. d. 11./Jäg.Rgt 56        |
| Zipfel, Kuno                                                 | 10.09.1944 | Feldwebel              | Zugführer i. d. 1./Jäg.Rgt 56         |
| Doser, Otto                                                  | 14.03.1943 | Oberjäger              | Zugführer i. d. 7./Jäg.Rgt 75         |
| Falkenhayn von, Günter                                       | 25.11.1942 | Leutnant               | Führer 7./Jäg.Rgt 75                  |
| Fuchs, Siegfried                                             | 15.05.1944 | Feldwebel              | Zugführer i. d. 12./Jäg.Rgt 75        |
| Greiner, Andreas                                             | 06.02.1944 | Oberjäger              | Zugführer i. d. 8./Jäg.Rgt 75         |
| Hauff von, Ulrich                                            | 31.01.1944 | Hauptmann              | Kdr III./Jäg.Rgt 75                   |
| Hug, Eduard                                                  | 02.09.1944 | Obergefreiter          | MG-Schütze i. d. 1./Jäg.Rgt 75        |
| Jost, Walter                                                 | 31.03.1942 | Oberst                 | Kdr Inf.Rgt 75                        |
| Krainz, Walter                                               | 17.04.1945 | Obergefreiter          | III./Jäg.Rgt 75                       |
| Mühlen Freiherr von, Kurt-Hermann                            | 06.11.1942 | Oberstleutnant         | Führer Jäg.Rgt 75                     |
| Sachsenheimer, Max                                           | 05.04.1942 | Hauptmann              | Kdr II./Jäg.Rgt 75                    |
| Kunert, Hans                                                 | 23.08.1944 | Leutnant d.R.          | VB i. d. 4./Art.Rgt 5                 |
| Renschler, Helmut                                            | 15.05.1944 | Oberleutnant d.R.      | Chef 1./Art.Rgt 5                     |
| Wagner, Hans                                                 | 18.04.1943 | Oberst                 | Kdr Art.Rgt 5                         |
| Kercher, Fritz                                               | 06.03.1944 | Leutnant               | Zugführer i. d. 1./Pz.Jäg.Abt 5       |
| Hainle, Adolf                                                | 22.09.1941 | Oberwachtmeister       | [Fhr MG-Staffel] i. d. 2./Aufkl.Abt 5 |
| Niemack, Horst                                               | 13.07.1940 | Rittmeister            | Kdr Aufkl.Abt 5                       |
| Volke, Herbert                                               | 16.11.1944 | Oberwachtmeister       | Zugführer i. d. 1./Aufkl.Abt 5        |
| Reich, Werner                                                | 18.04.1943 | Oberleutnant           | Chef 3.(mot)/Pi.Btl 5                 |
| Cruz Germânica em Ouro                                       |            |                        |                                       |
| Armbruster, Walter                                           | 29.04.1942 | Oberfeldwebel          | 9./Jäg.Rgt. 56                        |
| Bäuerle, Emil                                                | 20.09.1943 | Oberleutnant d.R.      | 8./Jäg.Rgt. 56                        |
| Ballhorn, Helmuth                                            | 12.11.1942 | Major                  | Radf.Abt. 5                           |
| Bauer, Heinz                                                 | 17.04.1943 | Oberleutnant d.R.      | 8./Jäg.Rgt. 75                        |
| Baumann, Ernst                                               | 29.11.1942 | Oberfeldwebel          | 9./Jäg.Rgt. 56                        |
| Beller, Dr. Franz                                            | 19.09.1942 | Oberleutnant d.R.      | 4./Jäg.Rgt. 56                        |
| Benz, Heinz                                                  | 09.07.1942 | Oberleutnant           | 10./Art.Rgt. 5                        |
| Benz, Johann                                                 | 21.03.1943 | Oberfeldwebel          | Stab III./Jäg.Rgt. 75                 |
| Bettag, Walter                                               | 14.06.1942 | Rittmeister            | 2./Radf.Abt. 5                        |
| Bichler, Xaver                                               | 23.10.1942 | Oberwachtmeister       | 5./Art.Rgt. 5                         |
| Binder, Helmut                                               | 30.08.1944 | Hauptmann              | 12./Art.Rgt. 5                        |
| Bleher, Christian                                            | 07.09.1944 | Oberfeldwebel          | Stabs.Kp./Jäg.Rgt. 56                 |
| Blumm, Eberhard                                              | 20.07.1942 | Oberleutnant           | Stab/Radf.Abt. 5                      |
| Brauch, Hermann                                              | 10.10.1944 | Stabsfeldwebel         | 4./Jäg.Rgt. 75                        |
| Brüstle, Bernhard                                            | 23.05.1944 | Oberfeldwebel          | 1./Pi.Btl. 5                          |
| Bullinger, Herbert                                           | 12.11.1942 | Oberleutnant           | 1./Radf.Abt. 5                        |
| Bungers, Hans                                                | 21.02.1944 | Leutnant d.R.          | 4./Jäg.Rgt. 75                        |
| Burkhardt, Gottfried                                         | 01.09.1944 | Obergefreiter          | 9./Jäg.Rgt. 75                        |
| Dienger, Franz                                               | 10.03.1945 | Feldwebel d.R.         | 15./Jäg.Rgt. 75                       |
| Dörflinger, Karl                                             | 04.02.1944 | Oberfähnrich           | 14./Jäg.Rgt. 75                       |
| Dreher, Friedrich                                            | 28.07.1942 | Oberleutnant           | I./Jäg.Rgt. 56                        |
| Drexler, Emil                                                | 13.09.1942 | Oberwachtmeister       | 7./Art.Rgt. 5                         |
| Eckenstein, Walter                                           | 08.11.1943 | Hauptmann              | I./Jäg.Rgt. 56                        |
| Ehrmann, Walter                                              | 24.11.1942 | Oberleutnant           | 9./Jäg.Rgt. 75                        |
| Esterriedt, Werner                                           | 23.05.1944 | Oberleutnant           | 2./Pi.Btl. 5                          |
| Ficker, Walter                                               | 10.03.1945 | Hauptmann d.R.         | Pz.Jäg.Kp. 1005                       |
| Finkel, Fridolin                                             | 02.05.1944 | Wachtmeister           | 4./Art.Rgt. 5                         |
| Fischer, Franz                                               | 26.12.1941 | Major                  | II./Inf.Rgt. 56                       |
| Fischer-Ledenice von, Peter                                  | 02.04.1943 | Hauptmann              | 1./Jäg.Rgt. 75                        |
| Fitzthum, Ernst                                              | 30.08.1944 | Feldwebel              | 12./Jäg.Rgt. 75                       |
| Franke, Frithjof                                             | 14.06.1942 | Hauptmann              | 1./Art.Rgt. 5                         |
| Freudenberger, Hans                                          | 24.11.1942 | Hauptmann              | I./Jäg.Rgt. 75                        |
| Gintner, Robert                                              | 24.03.1945 | Major                  | III./Jäg.Art.Rgt. 5                   |
| Griesinger, Julius                                           | 14.05.1944 | Hauptmann              | 4./Art.Rgt. 5                         |
| Haas, Karl                                                   | 27.04.1945 | Feldwebel d.B.         | Pz.Jäg.Kp. 1005                       |
| Hägele, Paul                                                 | 09.10.1944 | Hauptmann d.R.         | I./Jäg.Rgt. 56                        |
| Hahn, Otto                                                   | 06.05.1943 | Sanitäts-Unteroffizier | 3./Jäg.Rgt. 56                        |
| Hauff von, Ullrich                                           | 30.05.1942 | Oberleutnant           | 11./Jäg.Rgt. 75                       |
| Heil, Franz                                                  | 23.01.1944 | Hauptmann d.R.         | 2./Jäg.Rgt. 75                        |
| Hesselbacher, Curt                                           | 19.09.1942 | Oberstleutnant         | Jäg.Rgt. 56                           |
| Hildenbrand, Karl                                            | 06.06.1942 | Oberleutnant d.R.      | 2./Jäg.Rgt. 75                        |
| Högg, Hariolf                                                | 14.06.1942 | Oberleutnant           | 11./Art.Rgt. 5                        |
| Höliner, Franz                                               | 25.08.1944 | Oberjäger d.R.         | 8./Jäg.Rgt. 56                        |
| Hofele, Alfons                                               | 15.09.1943 | Hauptmann              | II./Jäg.Rgt. 56                       |
| Hogg, Anton                                                  | 04.02.1944 | Oberfeldwebel          | 10./Jäg.Rgt. 75                       |
| Hornberger, Bernhard                                         | 01.06.1944 | Oberfeldwebel          | 17./Jäg.Rgt. 56                       |
| Hutzel, Eberhardt                                            | 21.03.1943 | Oberleutnant           | 14./Jäg.Rgt. 56                       |
| Jahn, Hans                                                   | 29.04.1942 | Oberleutnant           | I./Jäg.Rgt. 75                        |
| Kast, Christian                                              | 27.08.1942 | Oberwachtmeister       | 1./Art.Rgt. 5                         |
| Keller, Dieter                                               | 18.06.1943 | Major                  | III./Jäg.Rgt. 75                      |
| Kinzelbach, Dr. Hans                                         | 26.12.1941 | Major d.R.             | III./Inf.Rgt. 75                      |
| Klier, Erich                                                 | 24.11.1942 | Leutnant               | I./Jäg.Rgt. 56                        |
| Knie, Helmut                                                 | 27.04.1945 | Oberleutnant d.R.      | 2./Aufkl.Abt. 5                       |
| Knörle, Fritz                                                | 03.06.1942 | Oberleutnant d.R.      | 6./Jäg.Rgt. 75                        |
| Kofler, Florian                                              | 23.01.1944 | Hauptmann              | II./Jäg.Rgt. 56                       |
| Kopp, Walter                                                 | 11.05.1944 | Major                  | Pi.Btl. 5                             |
| Kühn, Gerhard                                                | 08.12.1942 | Feldwebel              | 1./Jäg.Rgt. 56                        |
| Kunzelmann, Albert                                           | 02.04.1943 | Feldwebel              | 1./Jg.Rgt. 75                         |
| Kurz, Hans                                                   | 03.02.1943 | Oberleutnant           | 11./Jäg.Rgt. 75                       |
| Krziwanek Edler von, Karl                                    | 23.11.1944 | Leutnant               | 1./Art.Rgt. 5                         |
| Lingenfelder, Josef                                          | 29.04.1942 | Oberfeldwebel          | 8./Jäg.Rgt. 75                        |
| Lohre, Eduard                                                | 07.12.1944 | Feldwebel              | 5./Jäg.Rgt. 75                        |
| Lorenz, Josef                                                | 10.02.1944 | Oberwachtmeister       | Aufkl.Abt. 5                          |
| Lutz, Heinz                                                  | 14.10.1944 | Oberleutnant           | 1./Aufkl.Abt. 5                       |
| Lutz, Karl                                                   | 03.10.1944 | Oberwachtmeister       | 9./Art.Rgt. 5                         |
| Maier, Fridolin                                              | 06.05.1942 | Hauptmann              | I./Jäg.Rgt. 75                        |
| Maier, Josef                                                 | 24.08.1943 | Oberfeldwebel          | 10./Jäg.Rgt. 56                       |
| Mansshardt, Friedrich                                        | 14.09.1943 | Oberleutnant d.R.      | 6./Jäg.Rgt. 56                        |
| Mitterhuber, Josef                                           | 24.03.1945 | Oberfeldwebel          | 1./Felders.Btl. 5                     |
| Morat, Johann                                                | 04.02.1944 | Oberfeldwebel          | 9./Jäg.Rgt. 56                        |
| Müller, Erwin                                                | 13.12.1944 | Oberleutnant d.R.      | 16./Jäg.Rgt. 56                       |
| Müller, Hans-Dieter                                          | 14.06.1942 | Oberleutnant           | II./Jäg.Rgt. 56                       |
| Müller, Nikolaus                                             | 27.01.1944 | Leutnant               | 1./Jäg.Rgt. 75                        |
| Müller, Wilhelm                                              | 04.10.1944 | Oberfeldwebel          | 1./Jäg.Pi.Btl. 5                      |
| Noelle, Fritz                                                | 23.05.1944 | Hauptmann              | 2./Art.Rgt. 5                         |
| Obenauer, Leonhard                                           | 10.03.1945 | Leutnant d.R.          | 3./Jäg.Pi.Btl. 5                      |
| Oferle, Ernst                                                | 12.09.1942 | Oberfeldwebel          | 10./Jäg.Rgt. 75                       |
| Pfeifer, Kurt                                                | 07.12.1944 | Hauptmann              | 5./Art.Rgt. 5                         |
| Rackl, Kurt                                                  | 13.05.1942 | Hauptmann              | Art.Rgt. 5                            |
| Ramsperger, Bernhard                                         | 26.05.1943 | Feldwebel              | 16./Jäg.Rgt. 75                       |
| Reich, Werner                                                | 07.10.1942 | Oberleutnant           | 2./Pi.Btl. 5                          |
| Reinicke, Adolf                                              | 23.01.1942 | Major                  | I./Art.Rgt. 41                        |
| Renschler, Helmut                                            | 24.11.1942 | Leutnant               | 2./Art.Rgt. 5                         |
| Resch, Walter                                                | 06.05.1943 | Oberwachtmeister       | 2./Radf.Abt. 5                        |
| Rescheiße, Franz                                             | 03.10.1944 | Feldwebel              | 5./Jäg.Rgt. 56                        |
| Riess, Hermann                                               | 24.11.1942 | Oberleutnant d.R.      | 7./Jäg.Rgt. 56                        |
| Rösler, Walter                                               | 09.03.1945 | Hauptmann              | Pz.Jäg.Abt. 5                         |
| Sachsenheimer, Maximilian                                    | 03.02.1943 | Major                  | II./Jäg.Rgt. 75                       |
| Sattler, Lorenz                                              | 29.11.1942 | Hauptmann              | Pz.Jäg.Abt. 5                         |
| Schalk, Hermann                                              | 23.01.1942 | Oberleutnant           | 7./Inf.Rgt. 56                        |
| Schmidt, Ernst-Ludwig                                        | 17.02.1944 | Rittmeister            | 2./Aufkl.Abt. 5                       |
| Schmückle, Hans-Günter                                       | 03.08.1942 | Oberleutnant           | 1./Pi.Btl. 5                          |
| Schreiber, Hansjörg                                          | 13.05.1943 | Hauptmann              | 9./Art.Rgt. 5                         |
| Schultze, Hellmut                                            | 03.08.1942 | Major i.G.             | Ia 5. Jäg.Div.                        |
| Schulz, Theodor                                              | 03.10.1942 | Oberleutnant           | 1./Jäg.Rgt. 75                        |
| Schweihoff, Hubert                                           | 02.05.1944 | Oberjäger              | 7./Jäg.Rgt. 75                        |
| Seyfarth, Berthold                                           | 04.02.1944 | Hauptmann              | Stab/Jäg.Rgt. 75                      |
| Skrzipietz, Friedrich                                        | 17.09.1944 | Oberfeldwebel d.R.     | 1./Jäg.Rgt. 56                        |
| Solleder, August                                             | 14.06.1942 | Hauptmann              | III./Art.Rgt. 5                       |
| Stahl, Albert                                                | 30.12.1944 | Feldwebel              | 13./Jäg.Rgt. 56                       |
| Steiner, Walter                                              | 29.08.1944 | Hauptmann d.R.         | 1./Jäg.Pi.Btl. 5                      |
| Stier, Max                                                   | 22.09.1943 | Oberfeldwebel          | 10./Jäg.Rgt. 56                       |
| Stüber, Eugen                                                | 06.05.1943 | Feldwebel              | 11./Jäg.Rgt. 56                       |
| Surmann, Wilhelm                                             | 06.05.1943 | Feldwebel              | 7./Jäg.Rgt. 56                        |
| Teichmöller, Emil                                            | 07.09.1944 | Oberfeldwebel          | 2./Jäg.Pi.Btl. 5                      |
| Tröndle, Herbert                                             | 03.08.1942 | Leutnant d.R.          | 11./Jäg.Rgt. 75                       |
| Wagner, Hans                                                 | 26.12.1941 | Oberstleutnant         | Art.Rgt. 5                            |
| Waldenmeyer, Erwin                                           | 25.03.1944 | Hauptmann              | Pz.Jäg.Abt. 5                         |
| Wenzelburger, Georg                                          | 18.03.1943 | Oberleutnant           | 9./Jäg.Rgt. 56                        |
| Wepfer, Hanns                                                | 17.02.1944 | Hauptmann              | I./Jäg.Rgt. 75                        |
| Widmaier, Fritz                                              | 27.02.1943 | Hauptmann              | III./Jäg.Rgt. 75                      |
| Wiezorek, Paul                                               | 21.10.1944 | Oberfeldwebel          | 8./Jäg.Rgt. 56                        |
| Wimmer, Albert                                               | 01.09.1944 | Oberleutnant           | 17./Jäg.Rgt. 56                       |
| Windbiel, Anton                                              | 01.05.1942 | Hauptmann              | III./Jäg.Rgt. 56                      |
| Winter, Hubert                                               | 25.08.1944 | Oberleutnant           | 10./Jäg.Rgt. 75                       |
| Wohlschlag, Ernst                                            | 30.08.1944 | Feldwebel              | 11./Jäg.Rgt. 75                       |
| Wolf, Theobald                                               | 09.10.1944 | Fahnenjunker-Oberjäger | II./Jäg.Rgt. 56                       |
| Cruz Germânica em Prata                                      |            |                        |                                       |
| Oelhafen, Dr. Heinrich                                       | 30.11.1944 | Oberfeldarzt           | Feldlazarett 5                        |
| Ordem Finlandesa da Cruz da Liberdade, 1ª Classe com Espadas |            |                        |                                       |
| Allmendinger, Karl                                           | 29.03.1943 | Generalleutnant        | Kdr. 5. Jäg.Div.                      |